# Ernst Schnabel (Politiker)
Ernst Conrad Friedrich Schnabel (auch: Ernst Conrad Schnabel  und Conrad Friedrich Schnabel;  geboren 12. Juni 1840 in Hannover; gestorben 29. April 1898 in Ricklingen) war ein deutscher Brauereibesitzer und Kommunalpolitiker.

## Leben
Schnabel wurde zu Beginn der Industriellen Revolution in der Residenzstadt des seinerzeitigen Königreichs Hannover geboren. In der zweiten Hälfte des 19. Jahrhunderts wurde er zum Gemeindevorsteher der Ortschaft Ricklingen vor Hannover gewählt.
Im Dreikaiserjahr 1888 gründete Schnabel zusammen mit mehreren Freunden die Kaiserbrauerei in Linden.

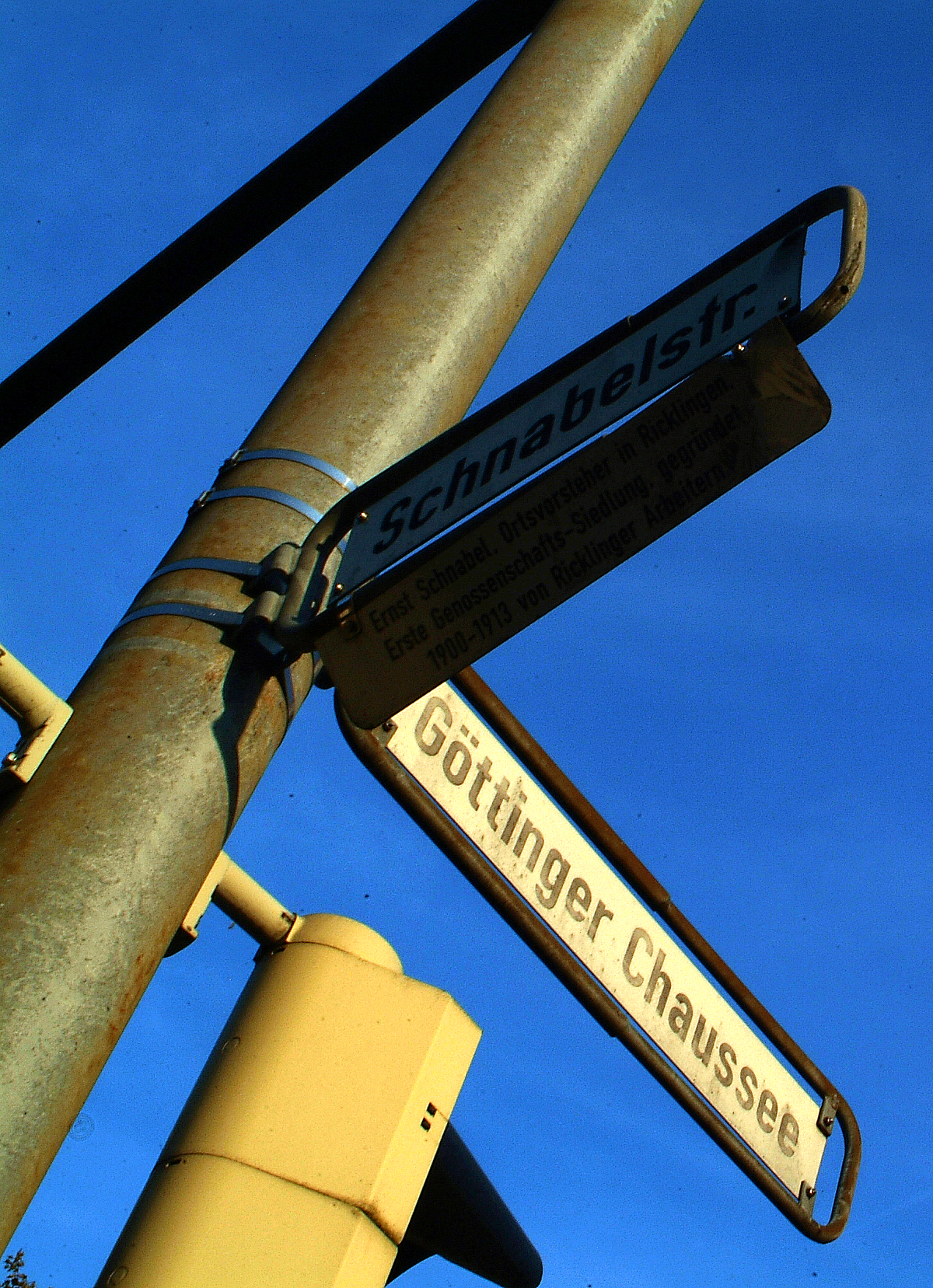
Straßenschild mit Legendentafel der Schnabelstraße Ecke Göttinger Chaussee in Oberricklingen

## Schnabelstraße
Schnabels Grundstück im heute hannoverschen Stadtteil Oberricklingen wurde kurz nach seinem Ableben an die 1900 gegründete Genossenschaft Gemeinnütziger Bauverein Ricklingen verkauft, die sich überwiegend aus Arbeitern und „Beamten“ der Hannoverschen Waggonfabrik (HAWA) und der Hanomag in Linden zusammensetzte. Über dieses Grundstück wurde 1901 die Schnabelstraße angelegt, an der mit der genossenschaftlichen Siedlung Menzelstraße / Schnabelstraße eine einheitlich geplante Ansiedlung und zugleich die – heute denkmalgeschützte – erste Bebauung überhaupt im heutigen Oberricklingen entstand.